# 桜木アミサ
桜木 アミサ（さくらぎ あみさ、8月8日 – ）は、日本の女性声優。徳島県出身。EARLY WING所属。本名および旧名は大坂 有未佳（おおさか ゆみか）。

## 来歴・人物
ラジオ番組『Radio de アニメ魂』のアシスタントオーディションで合格したことをきっかけに業界に入る。『妖逆門』の隠岐清役で本格デビューした声優。
伊藤かな恵、河津玲奈、栗田美穂、越智綾香、清水若菜の5人と共に「りらちっち（re:l@ch:cci..）」というユニットを結成していた。
2019年からはゲーム『Tokyo 7th シスターズ』内ユニット、「七花少女（ナナバナオトメ）」に雲巻モナカ役として参加している。

## 出演
太字はメインキャラクター

### テレビアニメ
2006年
- 西の善き魔女 Astraea Testament（子供達、下級生1）
- 妖逆門（隠岐清）
- LEMON ANGEL PROJECT（田口葉子、幼い冬美、エリカ（3歳）、セーズ）

2007年
- 大根刑事

2009年
- かなめも（文ちゃん）

2012年
- アルカナ・ファミリア -La storia della Arcana Famiglia-（イザベラ）
- しろくまカフェ（ヤマアラシファンクラブ）
- パパのいうことを聞きなさい!

2014年
- 普通の女子校生が【ろこどる】やってみた。

2017年
- ようこそ実力至上主義の教室へ（2017年 - 2024年、王美雨） - 3シリーズ

2018年
- 立花館To Lieあんぐる（藤原このみ）

### OVA
- くりいむレモン New Generation（2006年、日向まなつ）

### ゲーム
2010年
- はなひらっ!（魚住小春）

2011年
- アルカナ・ファミリア -La storia della Arcana Famiglia-（イザベラ）

2012年
- アルカナ・ファミリア -フェスタ・レガーロ!-（イザベラ）
- 閃乱カグラ Burst -紅蓮の少女達-
- 迷宮塔路レガシスタ

2013年
- アルカナ・ファミリア2（イザベラ、サラ、クラリッサ）
- ガンガン!!バトルRUSH!（ロザリー）
- 必殺仕事人 -お仕置きコレクション-（蝶野理穂）

2014年
- ウチの姫さまがいちばんカワイイ（若葉姫シャルロッテ）
- Tokyo 7th シスターズ（雲巻モナカ）
- 幻獣姫（イポス）

2015年
- アイパラ! IDOL PARADISE（フルール・ニャムニャム）
- 限界凸起 モエロクリスタル（フェアリー）
- 閃乱カグラ ESTIVAL VERSUS -少女達の選択-
- 灰色都市 32人の容疑者（立花玲奈）
- VALKYRIE DRIVE –BHIKKHUNI-
- 不思議のクロニクル 振リ返リマセン勝ツマデハ
- ぷよぷよ!!クエスト（2015年 - 2018年、ウンディーネ、コモネ）
- 魔壊神トリリオン（映写魔）
- メザマシフェスティバル 〜夢喰いと目覚まし屋〜（メイ）

2016年
- 逆転オセロニア（クイル・クエン）
- 武装少女（クラウディア・モーリス）
- 輝星のリベリオン（コノハナサクヤヒメ、フローラ、カシオペア）

2017年
- 限界凸城 キャッスルパンツァーズ（フェアリー）
- 鋼鉄のワルツ（ソフィー・アルデンヌ）
- シノビナイトメア（ガラシャ）
- 天華百剣 -斬-（蜂須賀正恒）
- 天空のクラフトフリート（スキューア）

2018年
- クイズRPG 魔法使いと黒猫のウィズ（ティマ）
- 城とドラゴン（プリンセス）
- 三國志曹操伝 ONLINE（董白）
- Death end re;Quest（アイリス）
- 百花標人伝アスカ（楓）

2020年
- ウーユリーフの処方箋（ンアウフ）
- Death end re;Quest2（アイリス）

2021年
- ブレイブソード×ブレイズソウル（ティターニア・モル）

2022年
- コードギアス 反逆のルルーシュ ロストストーリーズ（陽菜）

2024年
- Death end re;Quest Code Z（アイリス）
- Tree of Savior M (ゴシック少女ネビュラス)

### ドラマCD
- アルカナ・ファミリア capitolo.2 〜ビバ! マンジォーネ! 万歳! 食いしん坊!!〜（イザベラ）
- キルデスビジネス（ウグイ）
- ケータイ少女 〜2回目のクリスマス〜
- 立花館To Lieあんぐる 〜春の秩父温泉 湯けむり旅行!〜（藤原このみ）-『立花館To Lieあんぐる』第6巻特装版付録

### ボイスドラマ
- はなひらにめっ!（2011年、魚住小春[15]）
- 新宿コネクティブ（畠瀬清子[16]）
- 美少女吸血鬼は眷属のあなたを癒したい。（伏見あやめ）

### デジタルコミック
- VOMIC ノノノノ

### テレビ
- MUSIC LAUNCHER（パープル・バニーの声、千葉テレビ放送：2012年4月4日 - ）

### パチスロ
- がらくた大戦☆ポン娘ロイド（メメ）
- 十字架4（バッティ）

### ラジオ
※はインターネット配信。
- アニメ店長!子安武人のVOICEきゃらびぃ（アシスタント。2006年6月1日 - 、アニメイトTV※）
- アニメ魂 こえっち 〜ろーど・とぅ・LAP〜（ラジオ大阪）
- アキバ系情報局II（ゲスト出演。アキバ系BBチャンネル※）
- 清水香里のしながらじお（ゲスト出演。ケータイサイト『声優V-STATION』※）
- V-Kingdom（ゲスト出演。ラジオ大阪）
- 森谷里美の完パケラジオ!（ゲスト出演。HiBiKi Radio Station※）
- りらちっちのRADIOぱれっと（2006年4月7日 - 、アキバ系BBチャンネル※）
- Creators in Radio（ゲスト出演#58#59。2016年、YouTube※）
- 藤井アユ美のあゆゆカフェ（ゲスト出演。2019年5月25日＆6月1日 FM FUJI)
- 天華百剣 -斬- 【ざんラヂ】（ゲスト出演#70#71。2020年、YouTube※）

### 映像配信
※はインターネット配信。
- 藤井アユ美お誕生日イベント2021～ツッコミ不在のゆるふわパーティー再び～（2021年1月13日、KIPs※）
- 笹本菜津枝と東城日沙子のcheer up Cheers！#4（2021年11月24日、YouTube※）
- 藤井アユ美お誕生日イベント2022～ツッコミ不在のゆるふわパーティー～（映像出演。2022年1月16日、KIPs※）
- もりみちタイムズ出張版～伝説ふたたび～夜の部(2022年4月16日 当日のみ配信)
- 藤井アユ美お誕生日イベント2023～ツッコミ不在のゆるふわパーティー～（映像出演。2023年1月14日、KIPs※）
- 吉岡麻耶の＃オタク欲求発散中❣️無料配信（2023年6月19日、YouTube※）
- 吉岡麻耶の＃オタク欲求発散中❣️有料配信  (2023年6月19日、YouTube※ pixivFANBOX)
- 笹本菜津枝と東城日沙子のcheer up Cheers！#23（2023年6月28日、YouTube※）

### その他コンテンツ
- 痛すぽ 音声（枕葉リナ）
- PV アイログ（猿島小春）
- PV マカオ同人節（瞳）

## ディスコグラフィ

### キャラクターソング
| 発売日         | 商品名                       | 歌                                                                   | 楽曲                                | 備考                                 |
| -------------- | ---------------------------- | -------------------------------------------------------------------- | ----------------------------------- | ------------------------------------ |
| 2019年3月20日  | 花咲キオトメ                 | 七花少女                                                             | 「花咲キオトメ」 「スノードロップ」 | ゲーム『Tokyo 7th シスターズ』関連曲 |
| 2019年12月4日  | マイ・グラデイション/SCARLET | 七花少女                                                             | 「マイ・グラデイション」            | ゲーム『Tokyo 7th シスターズ』関連曲 |
| 2020年4月29日  | 百華繚乱 弐                  | 赤松政則刀（井上遥乃）、一期一振（藤田茜）、蜂須賀正恒（桜木アミサ） | 「ごくらく！Blooming」              | ゲーム『天華百剣 -斬-』関連曲        |
| 2021年12月14日 | 秋の空とこころ コスモス      | 七花少女                                                             | 「秋の空とこころ コスモス」         | ゲーム『Tokyo 7th シスターズ』関連曲 |

### その他参加楽曲
| 発売日        | 商品名                                       | 歌                         | 楽曲 | 備考                        |
| ------------- | -------------------------------------------- | -------------------------- | --- | --------------------------- |
| 2006年8月25日 | ピーチDAYS                                   | りらちっち                 | 「ピーチDAYS」 「おれんじの種」 | TV『激闘!アイドル予備校』ED |
| 2013年4月17日 | いつも口ずさんでた歌を合唱でカヴァーしてみた | フェイバリットソング合唱団 | 「フェイバリットソング合唱団のテーマ」 「CMソングメドレー」 「あなたに」 「キセキ」 「情熱の薔薇」 「空も飛べるはず」 「未来予想図II」 「M」 「フェイバリットソング合唱団エンディング」 |                             |

### シリーズ一覧
1. ↑  第1期（2017年）、第2期『2nd Season』（2022年）、第3期『3rd Season』（2024年）

### ユニットメンバー
1. 1 2  白鳥トモエ（宝木久美）、前園リシュリ（ルゥティン）、逢原ミウ（高野麻里佳）、夜舞サヲリ（稲川英里）、榎並マドカ（藤井アユ美）、雲巻モナカ（桜木アミサ）、シャオ・ヘイフォン（森千早都）
2. ↑  秋元瑞貴、阿部玲子、石垣奈津美、石川詩乃、内田愛美、大木美和、加藤祐梨、北澤綾香、黒木美咲、雑賀優、坂口愛佳、紗上唄菜、坂本麻美、阪本智美、桜木アミサ、笹本菜津枝、篠永百合、瀬川恵理、竹内麻沙美、谷邊由美、田村奈央、辻綾乃、富永佳恵、中牟田理恵、中村温姫、沼裕華、中芝文香、萩乃水城、濱谷夏帆、三上梨絵、森島亜梨紗、吉田紗和子、羅弘美